# .fk
.fkは国別コードトップレベルドメイン（ccTLD）の一つで、イギリス領フォークランド諸島に割り当てられている。
登録者はフォークランド諸島の居住者に限られる。
次のような第二レベルドメインの下の第三レベルへの登録のみが可能である。
- .co.fk – 商業組織
- .org.fk – 非営利組織
- .gov.fk – 政府組織
- .ac.fk – 学術組織
- .nom.fk – 個人
- .net.fk – インターネットサービスプロバイダ等